# Ulrich Fuetrer

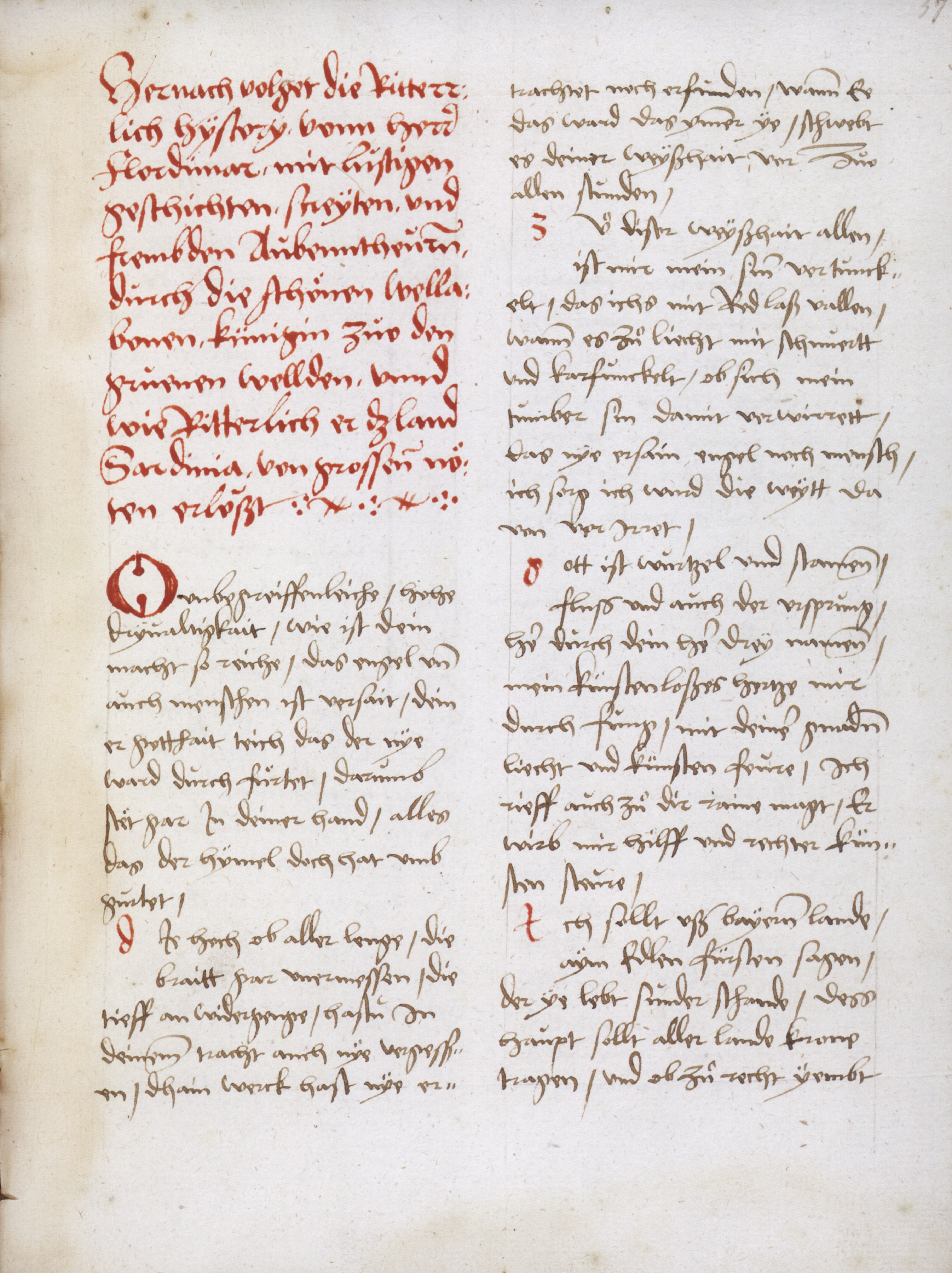
Manuscrito de Fuetrer.

Ulrich Fuetrer (también como: Füterer; * antes de 1450 en Landshut; † entre 1493 y 1502 en Múnich) fue un poeta y pintor alemán. su obra principal fue el "Buch der Abenteuer" ("Libro de las aventuras") que escribió entre los años 1473 y 1487 como encargo del duque Alberto IV de Baviera. el trabajo consiste en casi cerca de 41500 versos en forma de estrofa del "Jüngeren Titurel" de Albrecht von Scharfenberg. Comienza con las guerra de Troya y el viaje de los argonautas, todas las aventuras se encuentran descritas en alto alemán medio (en formas de Ritterepen). Otra obra posterior de Füetrer se realizó ente los años 1478 y 1481 con título "Bairische Chronik" así como "Lanzelot" con cerca de 39000 versos.